# São José do Povo
São José do Povo is een gemeente in de Braziliaanse deelstaat Mato Grosso. De gemeente telt 3.451 inwoners (schatting 2009).